# Ruch Harcerski Rzeczypospolitej
Ruch Harcerski Rzeczypospolitej (zwany na początku działalności Ruchem Harcerskim lub niejawnym Ruchem Harcerskim) – powstał wiosną 1983 roku, w trakcie organizacji sztabów terenowych „Białej Służby”, na bazie środowisk KIHAM.
Program wychowawczy Ruchu został określony w „Drogowskazach”, składających się z dwóch części:
- część pierwsza – „Drogowskaz ruchu”, przedstawiająca program, który miał umożliwić instruktorom harcerskim utożsamienie się z Ruchem,
- część druga – „Drogowskaz harcerza”, przedstawiająca sylwetkę harcerza lat osiemdziesiątych – świadomego uczestnika Ruchu.

We wrześniu 1984 podczas pielgrzymki do Rzymu krakowskiego Duszpasterstwa, w czasie której w Castel Gandolfo odbyło się harcerskie ognisko z udziałem papieża Jana Pawła II, Przewodniczący Ruchu nawiązał w Rzymie kontakt z ZHPpgK. Ruch zorganizował m.in. „Białą Służbę” w roku 1987 i harcerską służbę w czasie pogrzebu Jana Piwnika „Ponurego” 1988.
Od połowy 1987 kierownictwo Ruchu zaczęło poważnie rozważać możliwość przejęcie ZHP przez Ruch i „odrodzenie go w warunkach wolności i niepodległości polskiego harcerstwa”. Wiosną 1988 kierownictwo Ruchu postawiło sprawę odrodzenia jawnie, jako aktualne zagadnienie społeczne, dając temu wyraz w „Liście otwartym do społeczeństwa polskiego” z 22 maja 1988, a następnie w uchwałach Rady Ruchu z października tegoż roku.
Jesienią 1988 roku Ruch ujawnił się pod nazwą Ruch Harcerski Rzeczypospolitej. W grudniu 1988 władze RHR zgłosiły akces do Komitetu Obywatelskiego, który tworzył się przy Lechu Wałęsie. Podczas obrad „okrągłego stołu” sprawę harcerstwa po stronie „Solidarności” reprezentował przewodniczący Ruchu. Wtedy to padło stwierdzenie ze strony przedstawicieli PZPR: „Harcerstwa to my nie oddamy”.
10 grudnia 1988, podczas konferencji Ruchu w Wesołej, ujawnił się silny wewnętrzny konflikt na tle różnic co do dalszych działań Ruchu. Różnice, w uproszczeniu, sprowadzały się do dwóch rozbieżnych koncepcji: utworzenia nowej organizacji albo „przejęcia/odzyskania” ZHP.
Efektem tych różnic było to, iż na początku 1989 z RHR wyłoniły się:
- Związek Harcerstwa Rzeczypospolitej (w lutym),
- Związek Harcerstwa Polskiego rok założenia 1918 (w marcu).

Jednocześnie część instruktorów harcerskich RHR przyłączyła się do reformowania Związku Harcerstwa Polskiego, między innymi dzięki „bandzie czworga” (harcerzy Szarych Szeregów, którzy włączyli się w reformy ZHP – Stefan Mirowski, Anna Zawadzka, Jan Rossman i Halina Wiśniewska), co przyniosło między innymi przywrócenie tradycyjnego Prawa i Przyrzeczenia Harcerskiego na IX/XXVI Zjeździe ZHP.
Formalne zakończenie działalności Ruchu nastąpiło 17 czerwca 1989 w Warszawie, na spotkaniu instruktorów RHR, którzy „...postanowili rozwiązać działającą od 1983 roku na terenie całego kraju organizację o nazwie „Ruch Harcerski Rzeczypospolitej” uznając, że spełniła ona swe zadania.”

## Kalendarium
- czerwiec 1982 – pod presją władz ZHP Porozumienie KIHAM zostaje rozwiązane.
- marzec 1983 – powstaje „Zespół Wykonawczy”, inicjujący działania przygotowawcze do „Białej Służby” oraz do ogólnokrajowych inicjatyw programowych Ruchu Harcerskiego.
- 14–15 kwietnia 1984 – pierwsze spotkanie „Grona Przyjaciół”, faktycznej Rady Ruchu. Przewodniczącym Ruchu został hm. Jerzy Parzyński. Wiceprzewodniczącymi, członkami Rady Ruchu zostali hm. Andrzej Gorczycki (Warszawa), hm. Michał Preisler (Poznań), hm. Jacek Chodorski (Wrocław), phm. Maciej Lisicki (Trójmiasto). Określono, że siedzibą władz centralnych ma być Kraków.
- we wrześniu 1984 w klasztorze OO. Kapucynów w Krakowie, odbyło się zebranie środowiska krakowskiego, które zaakceptowało przyjęcie na siebie obowiązków centralnych, oraz wysunęło na funkcję naczelnika ruchu hm. Krzysztofa Krzyżanowskiego.
- 18 listopada 1984 – „Grono Przyjaciół” zatwierdziło hm. Krzysztofa Krzyżanowskiego na funkcję naczelnika Ruchu, zaś hm. Wojciecha Wróblewskiego – na zastępcę.
- 27 października 1987 – Przewodniczącym Ruchu zostaje hm. Wojciech Wróblewski.
- 22 maja 1988, Warszawa – „List otwarty do społeczeństwa polskiego”.
- 1 października 1988 – „List do Ojca Świętego z okazji 10-lecia Pontyfikatu” – podpisany już jako Ruch Harcerski Rzeczypospolitej.
- 12 lutego 1989 – powstaje Związek Harcerstwa Rzeczypospolitej.
- 19 marca 1989, Kraków – powstaje Związek Harcerstwa Polskiego rok założenia 1918.
- 28–31 marca 1989, Warszawa – IX/XXVI Zjazd ZHP.
- 17 czerwca 1989, Warszawa – formalne zakończenie działalności Ruchu